# Classe São Gabriel
La classe São Gabriel fut une classe de croiseur protégé construite pour la Marine portugaise. De petit déplacement, elle était de type croiseur de 3e classe. Elle fut lancée en 1898 des chantiers Augustin Normand du Havre.

## Les unités de la classe
| Nom             | Lancement        | Service effectif | Chantier naval                                   | Fin de carrière | Photo |
| --------------- | ---------------- | ---------------- | ------------------------------------------------ | --------------- | ----- |
| NRP São Gabriel | 1er janvier 1897 |                  | Les Chantiers Augustin Normand - Le Havre France | démoli en 1924  |       |
| NRP São Rafael  | 1er janvier 1897 |                  | Les Chantiers Augustin Normand - Le Havre France | 21 octobre 1911 |       |

## Conception
Les deux croiseurs portugais ont été construits en France, au chantier Augustin Normand du Havre dans le cadre de la modernisation de la flotte portugaise.

Ils ont été les deux premiers navires portugais à avoir un système de communication TSF.

## Histoire

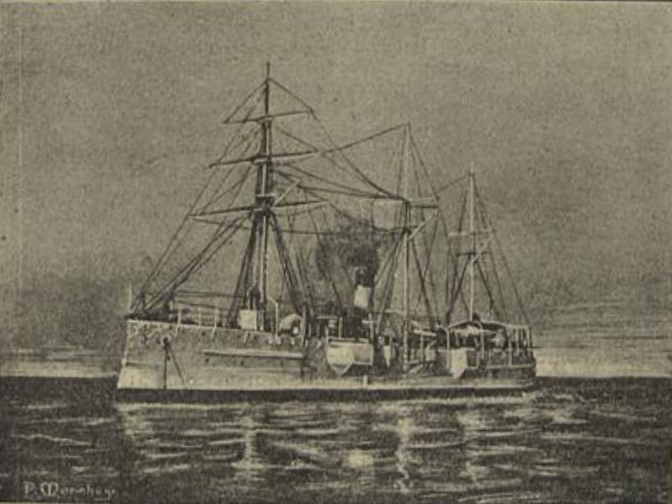
São Rafael in O Occidente (1900)

Entre 1909 et 1910, le São Gabriel  a effectué un tour du monde. Il a fait escale à Hawaï où il a été reçu par la communauté portugaise.

Il est resté en service jusqu'en 1924.
Le São Rafael a participé au coup d'État militaire des 4 et 5 octobre 1910, renversant la monarchie constitutionnelle pour un régime républicain. Il a bombardé la place du Commerce de Lisbonne, où se trouvait le roi Manuel II de Portugal.

Il s'est échoué près de Vila do Conde dans l'embouchure de la rivière Ave, le 21 octobre 1911.

## Caractéristiques  générales
- Déplacement : 1 771 tonnes (pleine charge)
- Longueur : 73,78 m
- Largeur : 10,82 m
- Tirant d'eau : 4,34 m
- Rayon d'action : .... miles à 10 nœuds
- Propulsion : 2 hélices
- Combustible : 300 tonnes de charbon
- Equipage : 242 hommes
- Blindage : pas de notification